# Abu-Zakariyyà Yahya (IV)
Abu-Zakariyyà Yahya (IV) fou un emir hàfsida (1488-1489), net d'Abu-Úmar Uthman, a qui va succeir a la seva mort el 1488 (el pare, de nom desconegut, devia haver mort abans). Alguns parents que governaven províncies mostraven tendències rebels i el nou emir fou implacable, fent matar tots els sospitosos, però al cap d'uns mesos fou assassinat pel seu cosí germà Abd-al-Mumin ibn Ibrahim (1489).